# Over You (Roxy Music)
Over You è un singolo del gruppo rock inglese dei Roxy Music, che ha preceduto l'uscita del loro settimo album Flesh + Blood del 1980.

## Il brano
Phil Manzanera racconta che aveva appena aperto il suo primo studio di registrazione, quando chiamò Bryan Ferry chiedendogli se voleva provarlo. Così si misero a suonare, Bryan al basso e lui alla chitarra con una drum machine, nel giro di cinque minuti avevano scritto il brano. Come B-side, nella maggior parte dei paesi europei, contiene la title track dell'album precedente Manifesto.
Si è classificato al 5º posto nella classifica Official Singles Chart nel Regno Unito, come il singolo successivo oh Yeah.

## Tracce
Testi e musiche di Bryan Ferry e Phil Manzanera.
1. Over You – 3:27
2. Manifesto – 4:00

## Formazione
Hanno partecipato alle registrazioni, secondo le note dell'album:
Roxy Music
- Brian Ferry – voce, tastiere
- Phil Manzanera - chitarra
- Andy Mackay – sassofono

Altri musicisti
- Allan Schwartzberg – batteria